# Kościół Najświętszego Serca Pana Jezusa w Chorzowie
Kościół Najświętszego Serca Pana Jezusa w Chorzowie – rzymskokatolicki kościół parafialny należący do dekanatu Chorzów Batory archidiecezji katowickiej. Znajduje się w chorzowskiej dzielnicy Chorzów-Batory.

## Historia
Komitet Budowy Kościoła dla dzielnicy Hajduki-Dworzec powołano w grudniu 1937 roku, zadecydował on o wyborze projektanta nowej świątyni, która została wzniesiona według projektu architekta Henryka Gambca. Wcześniej teren został poświęcony i uroczysty, pierwszy wykop ziemi został wykonany w dniu 14 czerwca 1937 roku przez księdza biskupa Stanisława Adamskiego. Kamień węgielny został poświęcony w dniu 14 sierpnia 1938 roku przez księdza dziekana Józefa Czempiela (jako delegata księdza biskupa Ordynariusza). Akt erekcyjny został wmurowany w kamień węgielny i umieszczony w ścianie za ołtarzem głównym. Podczas budowy napotkano trudności geologiczne, tj. warstwę torfu o grubości 3,5 m. Prace przy budowie kościoła trwały jednak dość szybko – w sierpniu 1939 roku budynek był w stanie surowym. 
Benedykacji czyli poświęcenia świątyni dokonał w dniu 24 grudnia 1939 roku błogosławiony ksiądz dziekan Józef Czempiel. Podczas remontu rozpoczętego we wrześniu 2006 roku w kościele m.in. wymieniono witraże, zamontowano nowy witraż w ścianie prezbiterium, ołtarz główny został całkowicie przebudowany, a ściany zostały pokryte malowidłami. Kaplica św. Antoniego została przebudowana w maju 2015 roku.

## Architektura
Ze względu na ograniczone środki finansowe, początkowy projekt architektoniczny bryły świątyni, zaaprobowany przez katowicką kurię biskupią, został poważnie zmodyfikowany. Ostatecznie świątynia otrzymała prostą formę opartą na podstawowych bryłach z jedną wieżą. Wnętrze jest jednonawowe z wyodrębnionym prezbiterium nakrytym kolebkowym sklepieniem i oddzielonym od dwóch ołtarzy bocznych kolumnami, po jednej z każdej strony. Ściany nawy głównej są urozmaicone wnękami umieszczonymi pod okrągłymi oknami. Architektoniczny rytm świątyni jest wyznaczony przez przyścienne pilastry. Wymiary kościoła to 30 metrów długości oraz 17 metrów szerokości. Jednorazowo świątynia mieści do 2000 wiernych. 

## Galeria

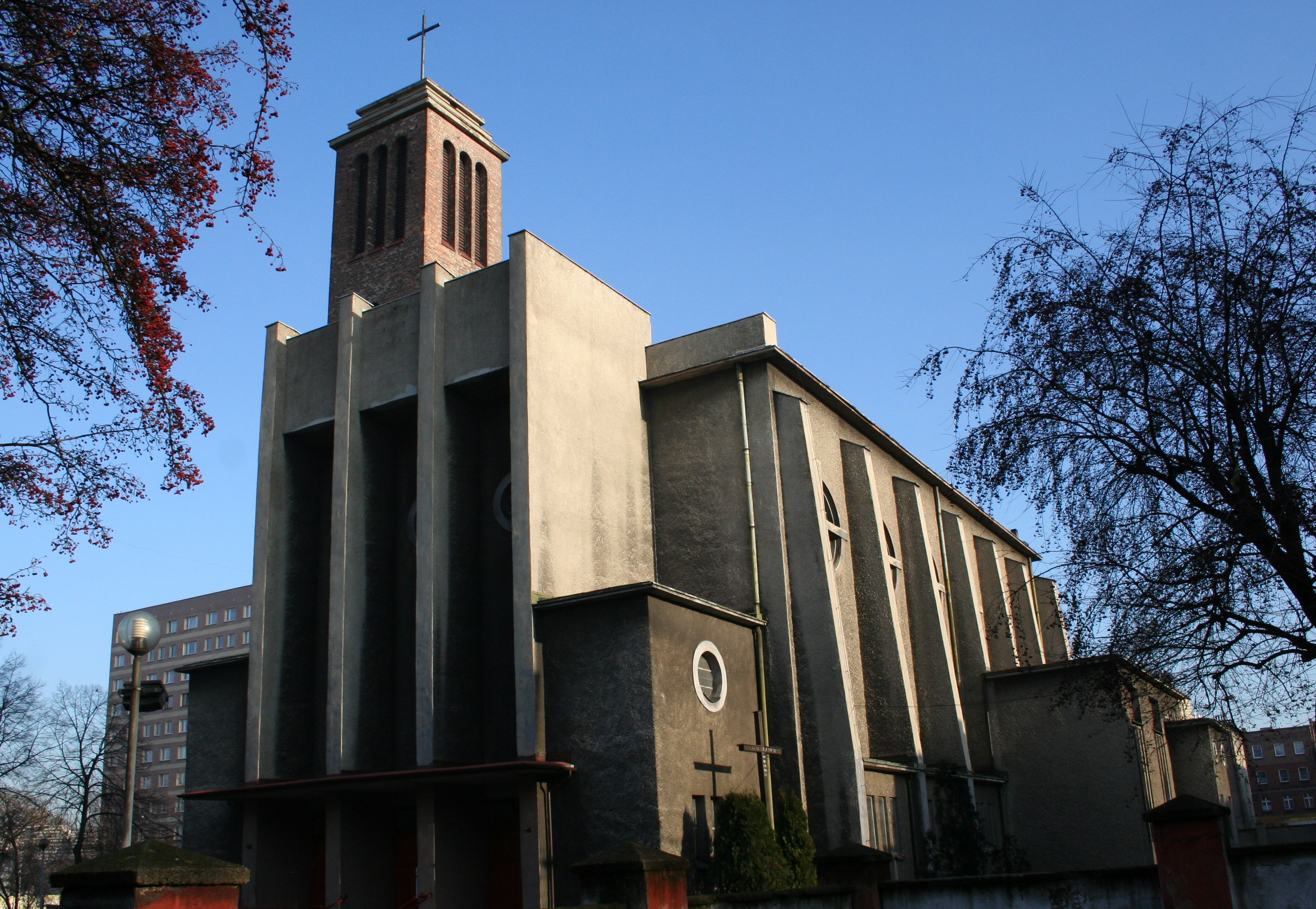
Elewacja świątyni, w centrum krzyż misyjny (2008)
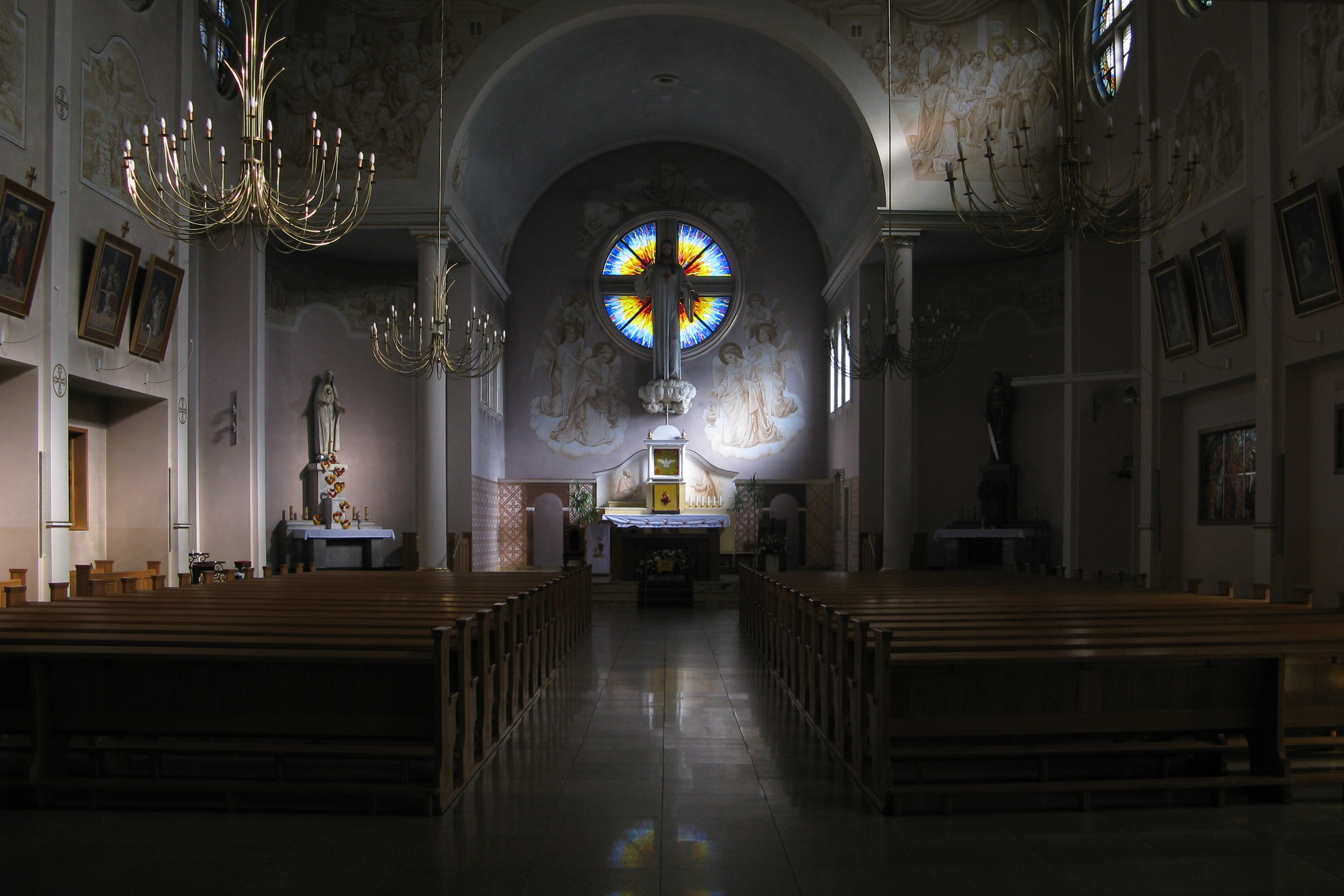
Wnętrze kościoła, na ścianach malowidła w kolorze sepii (2018)
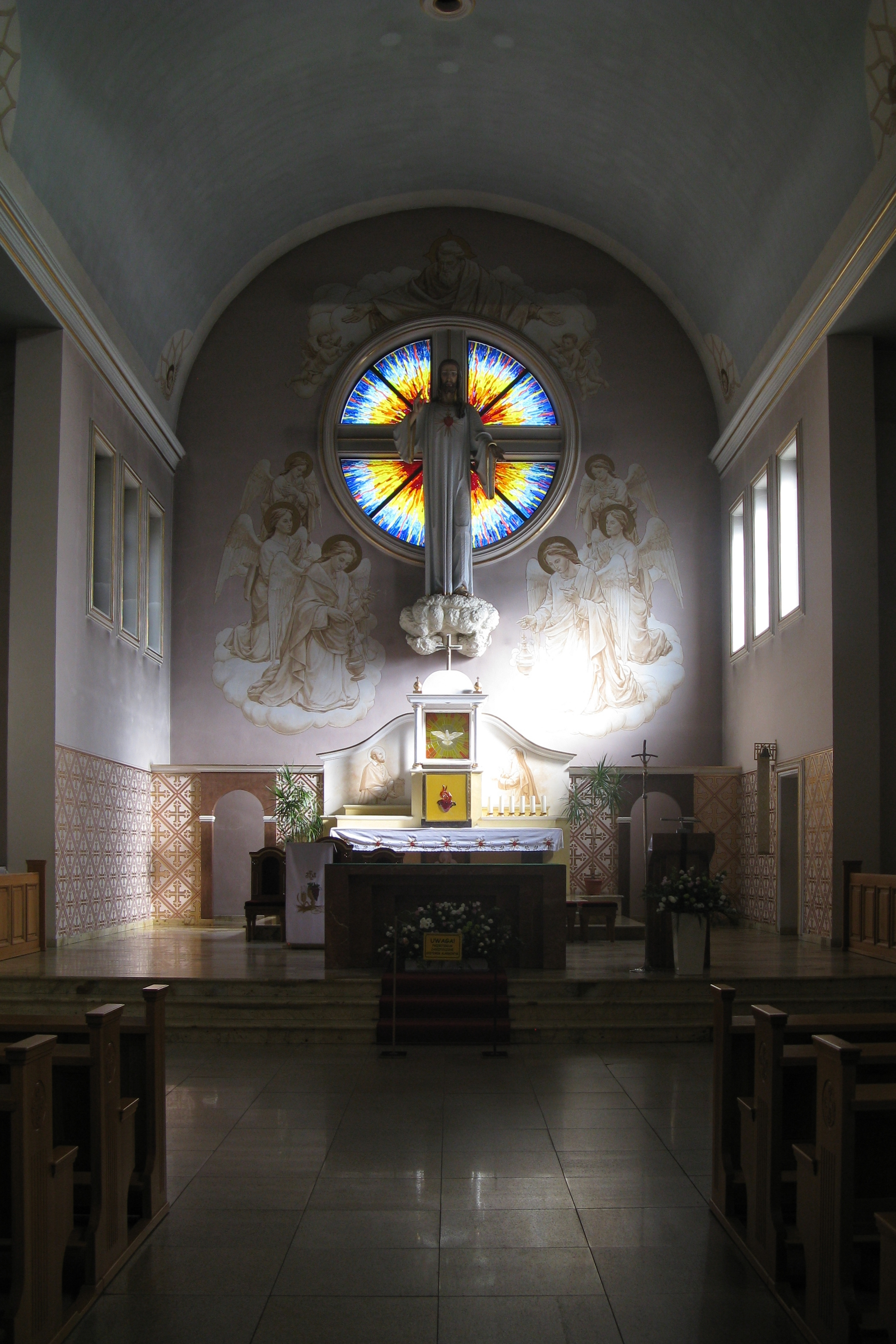
Prezbiterium, w centrum statua Jezusa otoczona malowidłami, za nią okrągły witraż (2018)
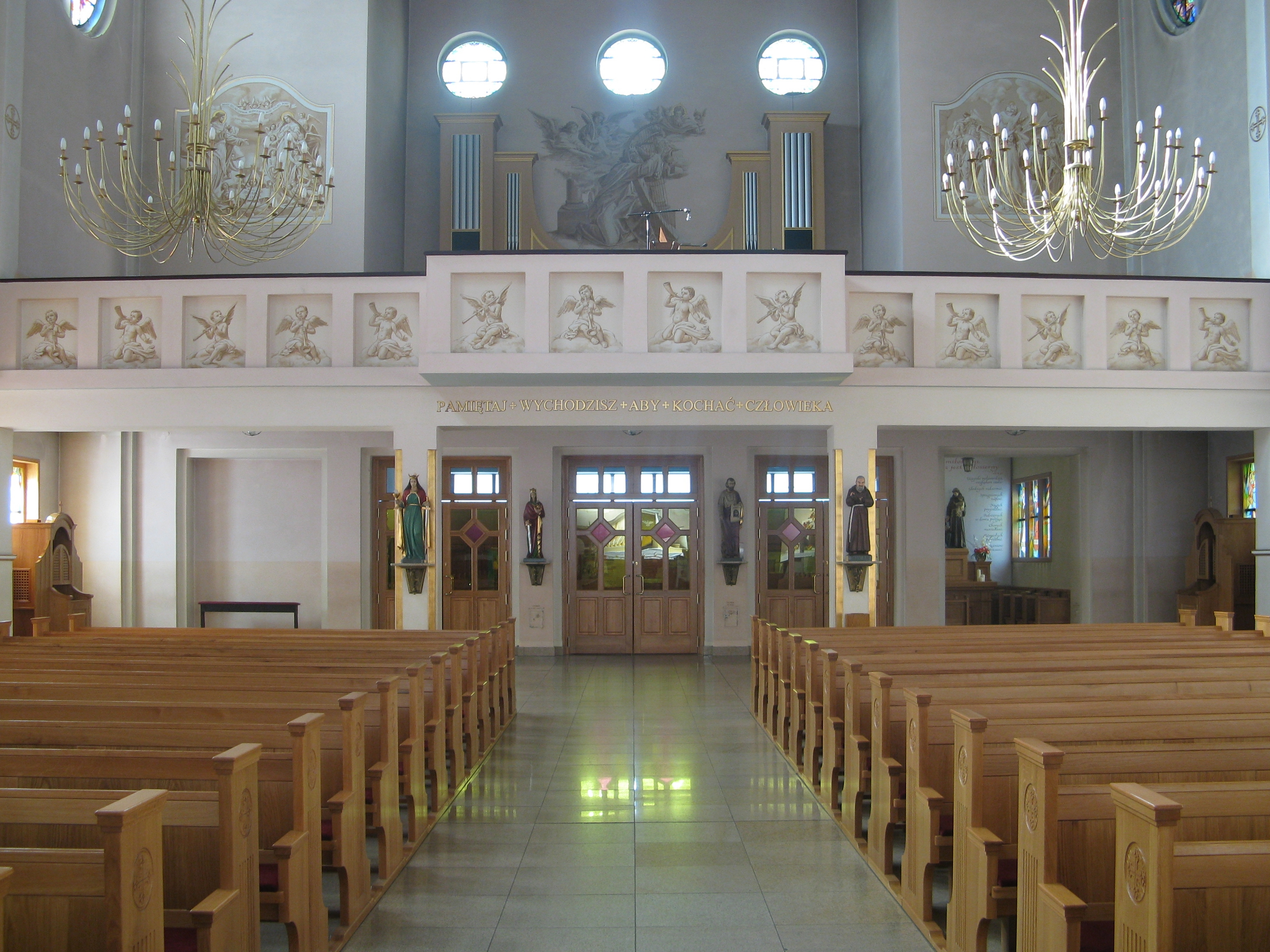
Empora z malowidłami przedstawiającymi muzykujące anioły oraz prospekt organowy, pod nim napis: PAMIĘTAJ + WYCHODZISZ + ABY + KOCHAĆ + CZŁOWIEKA (2018)